# Das boxende Känguruh
Das boxende Känguruh ist ein deutscher Kurzfilm der Gebrüder Skladanowsky aus dem Jahr 1895.

## Handlung
Ein Känguru mit Boxhandschuhen kämpft vor einer weißen Wand gegen einen Mann.

## Hintergrund
Die auf 50-mm-Film gedrehte Szene war Teil der Kompilation Das Wintergartenprogramm der Gebrüder Skladanowsky und wurde erstmals, zusammen mit den Filmen Italienischer Bauerntanz, Komisches Reck, Serpentinen Tanz, Der Jongleur Paul Petras, Akrobatisches Potpourri, Kamarinskaja, Ringkampf und Apotheose, am 1. November 1895 vorgeführt.